# Агмон, Шмуэль
Шмуэль Агмон (ивр. שמואל אגמון‎; 2 февраля 1922, Тель-Авив — 21 марта 2025) — израильский математик, лауреат Премии Израиля (1991).

## Биография
Шмуэль Агмон родился в Тель-Авиве в семье писателя Натана Агмона (1896—1980). Агмон учился в гимназии Рехавия и после окончания средней школы присоединился к программе хахшара в кибуце Наан.
Он начал изучать математику в Еврейском университете Иерусалима в 1940 году, но до окончания учёбы был зачислен в еврейскую бригаду Британской армии. В течение четырёх лет служил на Кипре, в Италии и Бельгии во время Второй мировой войны.
После увольнения он получил степень бакалавра и магистра в Еврейском университете и отправился во Францию для дальнейшего обучения. Он вернулся в Иерусалим в качестве приглашенного ученого в Университете Райса с 1950 по 1952 год, а в 1959 году был назначен полноправным профессором Еврейского университета.
Вклад Агмона в дифференциальные уравнения в частных производных включает предложенный им метод доказательства экспоненциального затухания собственных функций для эллиптических операторов.
С 2012 года — член Американского математического общества.
Скончался 21 марта 2025 года на 104-м году жизни. Похоронен на кладбище Хар ха-Менухот в Иерусалиме.

## Награды
В 1991 году Агмон был удостоен премии Израиля в области математики. В 2007 году он получил премию ЭМЕТ за прокладывание новых путей в изучении дифференциальных уравнений в частных производных и их проблемного языка и за расширение знаний в этой области, а также за его существенный вклад в развитие спектральной теории и теории распределения операторов Шредингера. Лауреат премии Вейцмана и премии Ротшильда (1959).